# Fort W X „Orzechowce”
Fort W X „Orzechowce” – dwuwałowy opancerzony fort artyleryjski Twierdzy Przemyśl, o konstrukcji betonowo-murowano-ziemnej, znajdujący się obok miejscowości Orzechowce.
Zbudowany w latach 1881–1887, w latach 1896–1900 zmodernizowany. Został częściowo wysadzony w powietrze w 1915, po II oblężeniu Twierdzy Przemyśl. Częściowo rozebrany w latach 1920–1930. 

## Literatura
- „Zabytki architektury i budownictwa w Polsce. Nr 33. Województwo przemyskie”. Warszawa 1998, ISBN 83-86334-57-6